# Andrei Jegiasarowitsch Towmassjan
Andrei Jegiasarowitsch Towmassjan (russisch Андрей Егиазарович Товмасян, englische Transkription Tovmasian; * 1. Dezember 1942 in Kirow; † 31. Dezember 2014 in Moskau) war ein sowjetisch-russischer Jazztrompeter, Bandleader und Komponist des Modern Jazz.

## Leben und Wirken
Towmassjan, der armenische Ursprünge hatte, war in den 1960er Jahren ein führender russischer Jazztrompeter. Er gehörte zur Moskauer Jazzszene; in seiner Vergangenheit hatte er anderthalb Jahre wegen Schwarzmarktgeschäften im Gefängnis gesessen. Er war ein Vertreter des Hard Bop in der Clifford Brown, Lee Morgan Tradition und begann auch damit, dass er ganze Soli von Clifford Brown auswendig nachspielte. Anfang der 1960er Jahre war Don Ellis sein Vorbild, der ihn 1964 als einen der besten europäischen Trompeter bezeichnete. In den 1960er Jahren spielte er mit eigenem Quartett, auch auf den Moskauer Jazzfestivals.
Bei einem Besuch des Benny Goodman Orchesters 1962 spielte er mit German Lukjanow und anderen Jam-Sessions mit den US-amerikanischen Musikern der Band (wie Zoot Sims, Bill Crow, Joe Newman, Mel Lewis).
Er war auch Komponist (unter anderem Fürst Nowgorod der Große) und ein Pionier in der Verwendung von Themen russischer Folklore im Jazz. Tom Lord verzeichnet in seiner Jazz-Diskographie vier Aufnahmesessions von 1962 bis 1968.
Aufgrund einer psychischen Erkrankung trat er nach Mitte der 1980er Jahre nicht mehr auf.